# Бурак Софія Ярославівна

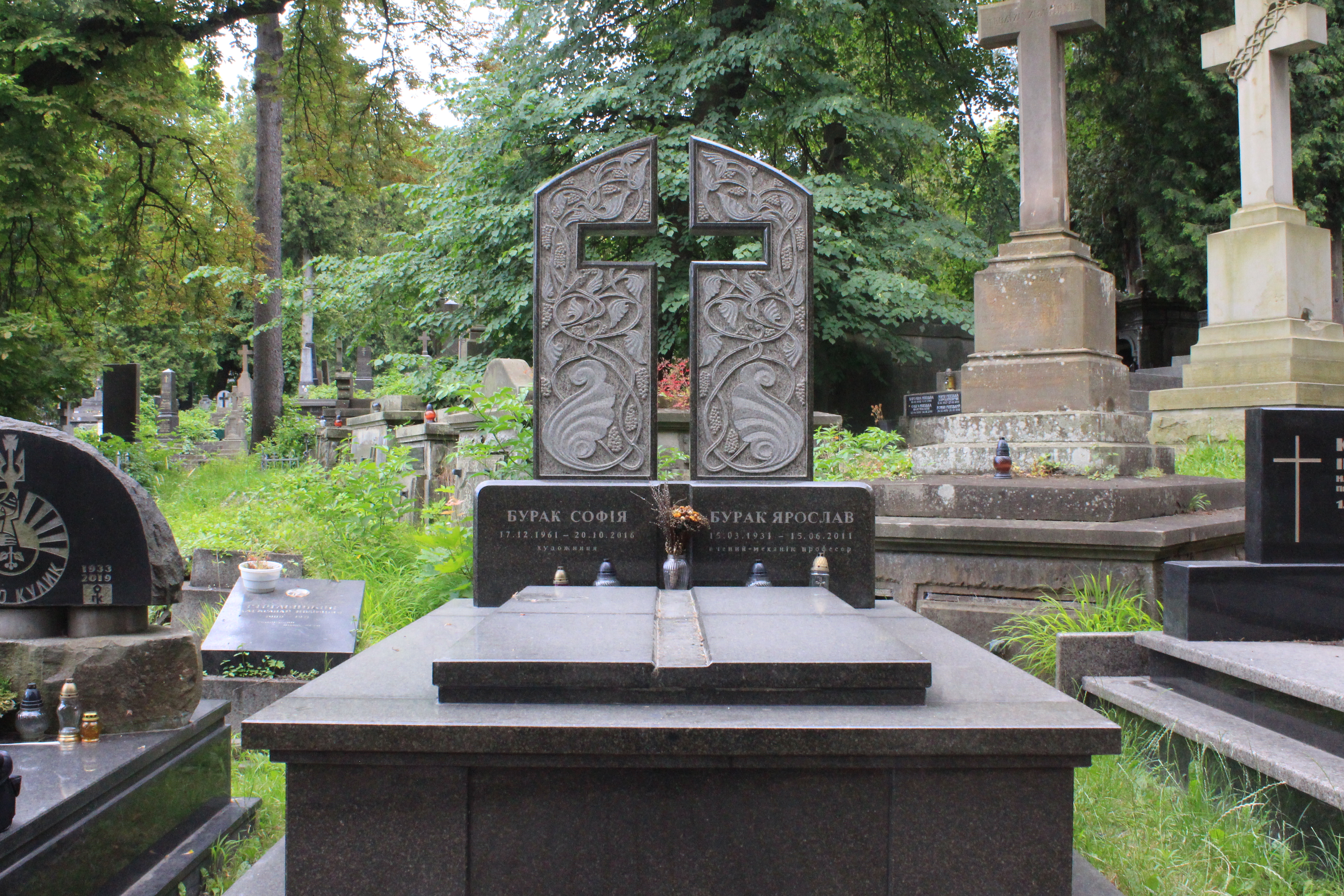
Родинна гробниця української художниці С. Бурак та професора Я. Бурака.

Софія Ярославівна Бурак (17 грудня 1961, Львів — 20 жовтня 2016, там само) — українська майстриня художнього текстилю, живописець, графік. Член Національної спілки художників України (1995). Донька Ярослава Бурака.

## Життєпис
Софія Бурак народилася 17 грудня 1961 року в місті Львові.
1984 року закінчила Львівський інститут прикладного та декоративного мистецтва (педагоги з фаху Олександра Крип'якевич, Наталія Паук, Ігор Боднар). У 1984—1986 роках діяльна як художник на Львівському ювелірному заводі; від 1986 до 1989 року на посадах художника-проєктанта і викладачем рисунку Львівського лісотехнічного інституту; протягом 1990—1995 років працювала завідувачем постановної частини театру «МЕТА» Будинку вчених; водночас в 1993 році почала працювати художником, художнім редактором, а від 1998 року головним художником видавничого відділу Монастиря монахів студійського уставу «Свічадо» у Львові. Від 2006 році працювала старшим викладачем кафедри художнього текстилю Львівської національної академії мистецтв. Була автором методики «Комп'ютерне проектування» для студентів кафедри, на якій вона викладала.
2005 року отримала стипендію державної програми Міністерства культури та національної спадщини Польщі «Gaude Polonia» (Лодзь, Польща).
Відійшла у вічність 20 жовтня 2016 року у Львові. Спочиває в родинній гробниці на 68-му полі Личаківського цвинтаря.

## Творчість
Від 1985 року представляла свої роботи на обласних, всеукраїнських та міжнародних виставках. Персональні вернісажі відбулися у містах Львові (1995, 2006, 2007, 2009, 2012, 2025, посмертно), Лодзь (2005, 2006), Вроцлав (2005, 2015), Карпач (2005), Краків (2006), Каменна Ґура (2014, усі — Польща). Від 1989 року брала участь у симпозіумах і пленерах.
У своїх роботах Бурак глибоко занурюється в сакральні, етнографічні та лірико-філософські теми й образи, пропонуючи їхнє унікальне бачення. Її гобелени вражають витонченою графічною композицією та майстерною колористикою. Особливе місце займають її експериментальні роботи. Ці об'ємно-пластичні та об'ємно-просторові твори відзначаються оригінальністю та високим художньо-естетичним рівнем. Для їх створення Бурак використовує нетрадиційні техніки, такі як асамбляж чи обмотування, а також незвичайні матеріали: целофан, металеву стружку, папір, світлини, поліетиленову та фотоплівку тощо. Серед цих робіт можна зустріти як фігуративні, так і абстрактні композиції.
Окремі твори зберігаються у фондах Музею етнографії та художнього промислу та колекції Західного наукового центру у Львові, Фонду Святого Володимира, Українського музею в Стемфорді (США), а також у приватних збірках України, Польщі, Німеччини, США і Канади. Творила в галузі книжкової графіки, якої оформила «Листи Никодима» Я. Добрачинського (1997), «Наслідування Христа» Т. Кемпійського (1998). Її творчість також охоплювала розпис та живопис.
Серед важливих робіт:
- гобелени — «Відлига» (1988), «Ангеле, охоронцю мій…» (1992), «Яка твоя доля?..», «Світло» (обидва — 1993), «Погляд у вікно вчорашнього літа» (1996), «Композиція–5», «Композиція V» (обидва — 1997), «Сонячний ангел», «Погляд у вікно вчорашнього літа» (обидва — 1998), «Коли в Україні північ, у Канаді світає» (1999), «Без назви», «Дорога» (обоє — 2000), «Вода», «Божа ручка» (обидва — 2005), «Вверх» (2016);
- текстиль — «Пізнання» (2002), «Межі» (2003);
- розпис, друк — «Медитація», триптих «Людина і птаха», «Спалахи», «Романський собор», «Сходинки», «Альфа-омега», «Структура 1», «Структура 2» (усі — 2005), поліптих «Вода» (2006);
- клеєння — «Сонячний дощ» (2002), «Фламенко», «Без назви» (обидва — 2005), «Оформлення ресторану «Lucky Bull» Буковель» (2009), «Моя далека зоря» (2010), диптих «Діалог I» (2012), триптих «Діалог II» (2012—2013), «Історія одного листка», «Міжчасся» (обидва — 2013), «Лабіринт I», «Лабіринт II» (обидва — 2014);
- авторська техніка — «Годинник» (2006), «Перейти межу» (2009), серія «Створення світу», «Розмова» (обидва — 2014), «Розмова» (2015);
- живопис — «Круговерть» (2006), «Король-блазень» (2009), «Два ангели. Присвята Ярославі Музиці», «Колесо крутиться», «Без назви» (2010), «Границя II», «Ноосфера I», «Без назви», «До світла. Присвята батькові», «Додому» (усі — 2011), «Перехожий», «Львівські роздуми», «Зимове подвір'я», «Яблука», «Львівські квіти», «Соняхи», «Польові квіти» (усі — 2012), «Композиція-3», «Композиція-4», «Композиція-5», «Композиція-6», «Композиція-7», «Композиція-8», «Вперед-I», «Вперед-II», «Лабіринт» (усі — 2014);
- дизайн та верстка — «Реймське Евангеліє Анни Ярославівни» (2010).

## Нагороди
- Диплом Міжнародного симпозіуму з художнього текстилю «Риґа–89» та виставки «Львівський осінній салон „Високий замок“» (Львів, 1997).